# Csíkostorkú lombtimália
A csíkostorkú lombtimália (Mixornis gularis) a madarak osztályának verébalakúak (Passeriformes) rendjébe és a timáliafélék (Timaliidae) családjába tartozó faj.

## Rendszerezése
A fajt Thomas Horsfield amerikai ornitológus írta le 1822-ben, a Timalia nembe Timalia gularis néven. Besorolása vitatott, egyes szervezetek a Macronus nembe sorolják Macronus gularis néven.

## Alfajai
- Mixornis gularis archipelagicus (Oberholser, 1922)
- Mixornis gularis chersonesophilus (Oberholser, 1922)
- Mixornis gularis condorensis (Robinson, 1921)
- Mixornis gularis connecteus (Kloss, 1918)
- Mixornis gularis gularis (Horsfield, 1822)
- Mixornis gularis inveteratus (Oberholser, 1922)
- Mixornis gularis kinneari (Delacour & Jabouille, 1924)
- Mixornis gularis lutescens (Delacour, 1926)
- Mixornis gularis rubicapilla (Tickell, 1833)
- Mixornis gularis saraburiensis Deignan, 1956
- Mixornis gularis sulphureus (Rippon, 1900)
- Mixornis gularis ticehursti (Stresemann & Heinrich, 1940)
- Mixornis gularis versuricola (Oberholser, 1922)
- Mixornis gularis woodi (Sharpe, 1877)[3]

## Előfordulása
Dél- és Délkelet-Ázsiában, Banglades, Bhután, India, Indonézia, a Fülöp-szigetek, Kína, Kambodzsa, Laosz, Malajzia, Mianmar, Nepál, Thaiföld és Vietnám területén honos. 
Természetes élőhelyei a szubtrópusi vagy trópusi síkvidéki és hegyi esőerdők, mangroveerdők, mocsári erdők és cserjések, valamint ültetvények és vidéki kertek. Állandó, nem vonuló faj.

## Megjelenése
Testhossza 11 centiméter, testtömege 10-14 gramm.

## Természetvédelmi helyzete
Az elterjedési területe rendkívül nagy, egyedszáma pedig stabil. A Természetvédelmi Világszövetség Vörös listáján nem fenyegetett fajként szerepel.